# Borophagus dudleyi
Borophagus dudleyi — вимерлий вид роду Borophagus підродини Borophaginae, групи псових, ендемічних для Північної Америки з пізнього гемфілу міоценової епохи (10.3 млн років тому) до пліоценової епохи (4.9 млн років тому). Викопні зразки Borophagus dudleyi є винятковими для прибережної зони Північної Кароліни.

## Огляд
Borophagus dudleyi був спочатку названий T.E. White Pliogulo dudleyi у 1941 році. Borophagus dudleyi, як і інші Borophaginae, широко відомі як собаки, які «трошать кістки» або «гієноподібні». Хоча він і не був наймасовішим борофагіном за розміром або вагою, він мав більш високорозвинену здатність хрускіти кістками, ніж попередні, більші роди, такі як Epicyon, що, здається, є еволюційною тенденцією групи (Turner, 2004). В епоху пліоцену Borophagus почали витіснятися Canis, такими як Canis edwardii, а пізніше Canis dirus. Ранні види Borophagus до недавнього часу відносили до роду Osteoborus, але зараз ці роди вважаються синонімами.

## Морфологія
Характерні ознаки цього роду — опуклий лоб і потужні щелепи; ймовірно, це був сміттяр. Його нищівні передкорінні зуби та сильні м’язи щелепи використовувалися для розламування кісток, подібно до гієн Старого Світу. За оцінками, доросла тварина мала близько 80 см у довжину, схожу на койота, хоча вона була набагато кремезнішою.